# Kieran West
Kieran West, född den 18 september 1977 i Kingston-upon-Thames i Storbritannien, är en brittisk roddare.
Han tog OS-guld i åtta med styrman i samband med de olympiska roddtävlingarna 2000 i Sydney.